# Péter Andorai

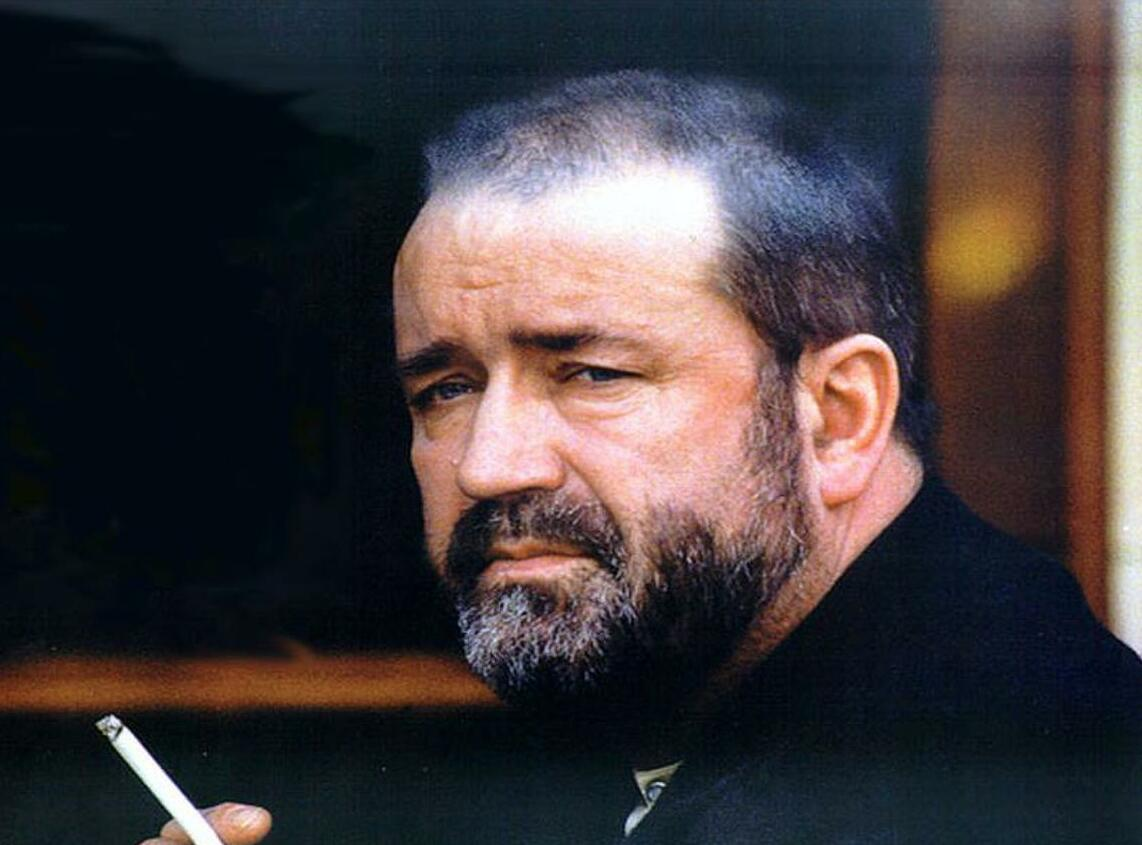
Péter Andorai

Péter Andorai (* 25. April 1948 in Budapest, Ungarn; † 1. Februar 2020) war ein ungarischer Schauspieler.

## Leben und Wirken
Andorai begann seine künstlerische Laufbahn im Alter von 19 Jahren als Theaterschauspieler in seiner Heimatstadt Budapest, später trat er auch in der ungarischen Provinz (z. B. 1971 in Kecskemét) auf. Zwischen 1972 und 1976 ließ sich Andorai an der Budapester Theater- und Hochschulakademie (Színház- és Filmművészeti Egyetem) von der Schauspiellehrerin Zsusza Simon praktisch ausbilden. In jungen Jahren fand Péter Andorai Beschäftigung sowohl an der Avantgarde-Bühne („Theater 25“) als auch an Budapests Nationaltheater (1967 bis 1971 und erneut 1976), der bekanntesten Spielstätte seines Landes.
Noch während seiner Ausbildung debütierte Péter Andorai beim Film, seine erste Kinorolle war 1975 die des Kommunisten Imre Sallai, der in dem Zeitdrama Requiem für einen Revolutionär seiner eigenen Hinrichtung entgegensieht. In der Folgezeit erhielt Andorai eine Reihe von Neben- und gelegentlich auch Hauptrollen. Mehrfach wurde er von Ungarns bekanntestem Regisseur István Szabó eingesetzt, der ihn in dem Anfang 1980 auf der Berlinale mit dem Silbernen Bären ausgezeichneten Weltkriegsdrama Zimmer ohne Ausgang groß herausbrachte. Hier verkörperte Andorai die männliche Hauptrolle des Janos. Für seine Leistung als Titelheld in Simon mágus erhielt Andorai 1999 und 2000 insgesamt vier nationale und internationale Filmpreise.
Trotz seiner intensiven Tätigkeit für das ungarische Kino fand Péter Andorai weiterhin Zeit für die Bühne. Er gehörte ab 1983 dem József Attila Theater an, wechselte 1989 ans Radnóti Miklós Theater und 1990 ans Veszprémer Petöfi Theater. Von 1994 bis 2003 gehörte Andorai dem Ensemble des Szegeder Nationaltheaters an. Anschließend kehrte er für sechs Jahre (bis 2009) an das József Attila Theater zurück.
Péter Andorai war seit 1983 mit der Schauspielerin Edit Ábrahám verheiratet; das Paar hatte einen Sohn, der ebenfalls als Schauspieler, aber auch als Musiker tätig ist.

## Filmografie (Auswahl)
- 1975: Requiem für einen Revolutionär (Vörös rekviem)
- 1976: A kard
- 1977: Ékezet
- 1977: Schreckschuß (Riasztólövés)
- 1977: Amerikai cigaretta
- 1977: Der Akzent (Ékezet)
- 1978: Stromausfall (Áramütés)
- 1978: Erlöse uns von dem Übel (Szabadits meg a gonosztól)
- 1979: Das vorletzte Urteil (Utolsó előtti itélet)
- 1979: Heiße Nacht (Forró mezők) (Fernsehfilm)
- 1979: Der grüne Vogel
- 1980: Zimmer ohne Ausgang (Bizalom)
- 1980: Die Abenteuer eines Geheimschreibers (Szegény Avroszimov) (Fernsehfilm)
- 1981: Mephisto
- 1982: Ohne Spur (Nyom nélkül)
- 1982: Der andere Blick (Egymásra nézve)
- 1982: Wagner – Das Leben und Werk Richard Wagners (Fernsehmehrteiler)
- 1983: Leichte Körperverletzung (Könnyő testi sértés)
- 1983: Nachmittagsverhältnis (Szeretők)
- 1984: Die Optimisten (Optimisták) (Fernsehfilm)
- 1984: Oberst Redl (Redl ezredes)
- 1984: Eszmélés
- 1985: Der Wandbohrer (Falfúró)
- 1985: Képvadászok
- 1986: Heirate mich (Légy a feleségem)
- 1986: Küßchen, Mutti (Csók, Anyu!)
- 1986: Érzékeny búcsú a fejedelemtől
- 1986: Hajnali háztetők
- 1987: Kiáltás és kiáltás
- 1988: Hanussen
- 1988: Eldorádó
- 1988: Vadon
- 1989: A legényanya
- 1989: Mein 20. Jahrhundert (Az én XX. századom)
- 1990: Itt a szabadság
- 1990: Ungarisches Requiem (Magyar rekviem)
- 1991: Goldberg variáclok
- 1991: Süße Emma, liebe Böbe (Edes Emma, Draga Böbe)
- 1991: Szerelmes szivek
- 1992: A csalás gyönyöre
- 1992: Childmurders – Kindermorde (Gyerekgyilkosságok)
- 1993: Die Aufseher (Vigyázók)
- 1993: Der Lippenstift (Rúzs)
- 1995: Váratian halál
- 1996: Die Witman-Brüder (Witman fiúk)
- 1997: Presszó
- 1997: Csinibaba
- 1998: Ein Hauch von Sonnenschein (A Taste of Sunshine / Sunshine)
- 1999: Simon mágus
- 2001: Bolondok éneke
- 2002: Rinaldó
- 2003: Bolondok éneke
- 2004: Rosenhügel (Rózsadomb)
- 2005: Lopott képek
- 2005: Rokonok
- 2006: Töredék
- 2006: Végjáték
- 2007: A Nap utcai fiúk
- 2009: Pillangók
- 2012: Hinter der Tür (Az ajtó)
- 2013: A nagy füzet
- 2015: Argo 2
- 2017: Aurora Borealis – Nordlicht (Aurora Borealis: Északi Fény)
- 2020: Abschlussbericht (Zárójelentés)